# Ungváry Rudolf
Ungváry Rudolf (Budapest, 1936. november 11. –) gépészmérnök, író, újságíró, filmkritikus, könyvtáros.

## Életpályája
1955-ben érettségizett a budapesti Kölcsey Ferenc Gimnáziumban. 1955–1957 között a Nehézipari Műszaki Egyetem hallgatója volt. 1956-ban részt vett a forradalomban. 1956–1957 között az egyetem MEFESZ-titkára volt. 1957-ben Kistarcsán internálták.
1958–1959 között vasesztergályosként dolgozott. 1959–1965 között a Budapesti Műszaki Egyetemen tanult. 1965 óta időnként irodalmi műveket közöl. 1966–1974 között szabadfoglalkozású volt. 1967–1973 között a Vigilia filmkritikusa, 1974–1979 között a Kohó- és Gépipari Minisztérium Tudományos Tájékoztató Intézetének információs mérnöke, 1981–1983 között a Könyvtártudományi és Módszertani Központ munkatársa, 1983 óta az Országos Széchényi Könyvtár tudományos munkatársa.
1985-ben az Örley István írói kör egyik alapító tagja, 1988-ban a Történelmi Igazságtétel Bizottság egyik alapítója. 1991–1996 között az International Society for Knowledge Organization elnökségi tagja. 1993-tól a Deutsche Thesauruskommission munkatársa.
1989 óta rendszeresen jelennek meg publicisztikai írásai és politikai esszéi napilapokban, elbeszélések szépirodalmi lapokban és folyóiratokban.
2022. december 13-án a Széchenyi Irodalmi és Művészeti Akadémia tagjának választották.

## Családja
Szülei: Ungváry József István és Stumpf Hedvig voltak. 1966-ban házasságot kötött Monspart Éva (1944–2022) újságíróval. Monspart Éva Monspart Sarolta (1944–2021) tájfutó dédunokatestvére, Monspart Gábor (1906-1997) ezredes lánya. Három gyermekük született: Ungváry Krisztián (1969) történész, Zsófia (1972) és Fanni (1974).

## Művei
- Tezaurusz-technológia. Az információkereső tezauruszok készítésének folyamata; OSZK Könyvtártudományi és Módszertani Központ–NPI, Bp., 1979
- A két- és többnyelvű tezauruszok irodalma. Kritikai szemle és annotált bibliográfia; OSZK Könyvtártudományi és Módszertani Központ–Kohó- és Gépipari Tudományos Informatikai és Ipargazdasági Központ (KG Informatik), Bp., 1981
- Az osztályozás alapjai. Bevezetés az információkereső nyelvek elméletébe. Kísérleti oktatási segédanyag; OSZK Könyvtártudományi és Módszertani Központ, Bp., 1982
- A Magyarországon beszerezhető mikroszámítógépes könyvtári, dokumentációs és információkereső rendszerek. Válogatás. Főbb jellemzők a felhasználó szempontjából. Mellékletek; OMIKK, Bp., 1986
- Osztaurusz. Periodika osztályozási rendszer és tezaurusz; összeáll. Ungváry Rudolf; OSZK, Bp., 1990
- Osztályozás és információkeresés. Kommentált szöveggyűjtemény 1-2.; szerk. Ungváry Rudolf, Orbán Éva, bev., kommentárok Ungváry Rudolf; OSZK, Bp., 2001
- A gépfegyver szálkeresztje (elbeszélések); Holnap, Bp., 1991
- Utána néma csönd. A Miskolci Egyetem 1956-os diákparlamentjének története; Történelmi Igazságtétel Bizottság–1956-os Intézet; Bp., 1991
- Távközlési tezaurusz; szerk. Ungváry Rudolf et al.; Távközlési Dokumentációs Központ, Bp., 1994
- Utána néma csönd. A miskolci egyetem 1956-os diákparlamentjének krónikája; 2. bőv. kiad.; Logod BT., Bp., 2000
- Ungváry Rudolf–Vajda Erik: Könyvtári információkeresés; Typotex, Bp., 2002
- A láthatatlan valóság. A fasisztoid mutáció a mai Magyarországon; Kalligram, Pozsony, 2014
- Utána néma csönd. A miskolci egyetem 1956-os diákparlamentjének története; Q.E.D. K., Bp., 2016
- Balatoni nyaraló; Jelenkor, Bp., 2019
- Eszmélésem története; Jelenkor, Bp., 2023

## Díjai, kitüntetései
- 1956-os emlékérem (1991)
- Nagy Imre-emlékplakett (1994)
- A Magyar Köztársasági Érdemrend kiskeresztje (1996)
- Széchényi-emlékérem (1998)[4]
- Széchényi Ferenc-díj (2005)
- Pro Urbe Budapest (2006)
- Füzéki István-emlékérem (2010)
- Füst Milán-díj (2011)
- Szépíró-díj (2019)